# جورج کمبال
جورج کمبال (انگلیسی: George Kemball; ۱ اکتبر ۱۸۵۸ – ۱۰ ژانویهٔ ۱۹۴۱) فرد نظامی اهل بریتانیا بود. وی همچنین برندهٔ جوایزی همچون نشان حمام شده‌است.